# Adé (zangeres)
Adé (Parijs, 20 april 1995), de artiestennaam van Adélaïde Chabannes de Balsac, is een Franse singer-songwriter en muzikante.

## Biografie
Adé was zangeres van Therapie Taxi vanaf het begin in 2013 tot het uiteenvallen van de muziekgroep in 2021. In 2022 begon ze aan een solocarrière. In april van dat jaar bracht ze haar eerste single uit: Tout savoir.
Ze heeft samengewerkt met Benjamin Biolay, met name op het nummer Parc fermé (2021), Nolwenn Leroy op het album La Cavale (2021) en Louane op het nummer Pleure (2020).

## Discografie

### Albums met Therapie Taxi
- 2017: Therapie Taxi
- 2018: Hit Sale
- 2019: Cadavre exquis
- 2021: Rupture 2 merde

### Solo-album
- 2022: Et alors ?